# 卡普斯萨内斯
卡普斯萨内斯，是西班牙加泰罗尼亚塔拉戈纳省的一个市镇。总面积22平方公里，总人口412人（2001年），人口密度19人/平方公里。